# Perdita bridwelli
Perdita bridwelli är en biart som beskrevs av Timberlake 1960. Perdita bridwelli ingår i släktet Perdita och familjen grävbin. Inga underarter finns listade i Catalogue of Life.